# Grèce aux Jeux olympiques d'hiver de 1956
Cet article contient des informations sur la participation et les résultats de la Grèce aux Jeux olympiques d'hiver de 1956, qui ont eu lieu à Cortina d'Ampezzo en Italie. 

## Résultats

### Ski alpin

#### Hommes
| Athlète               | Épreuve      | Manche 1    | Manche 1 | Manche 2 | Manche 2 | Total        | Total |
| Athlète               | Épreuve      | Temps       | Rang     | Temps    | Rang     | Temps        | Rang  |
| --------------------- | ------------ | ----------- | -------- | -------- | -------- | ------------ | ----- |
| Christos Papageorgiou | Descente     |             |          |          |          | 8 min 03 s 2 | 47    |
| Aris Vatimbellas      | Descente     |             |          |          |          | 5 min 44 s 2 | 46    |
| Alexandros Vouxinos   | Slalom géant |             |          |          |          | Disqualifié  | –     |
| Christos Papageorgiou | Slalom géant |             |          |          |          | 7 min 24 s 5 | 87    |
| Aris Vatimbellas      | Slalom géant |             |          |          |          | 5 min 23 s 6 | 85    |
| Aris Vatimbellas      | Slalom       | Disqualifié | –        | –        | –        | Disqualifié  | –     |

## Référence
- (en) Cet article est partiellement ou en totalité issu de l’article de Wikipédia en anglais intitulé « Greece at the 1956 Winter Olympics » (voir la liste des auteurs).